# Feliciano Ama
Feliciano de Jesús Ama Trampa (Izalco, El Salvador 1881-1932) fue un cacique indígena de la etnia nahua de El Salvador, uno de los líderes de la Insurrección Campesina de 1932.

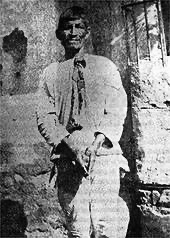
Ama en 1932

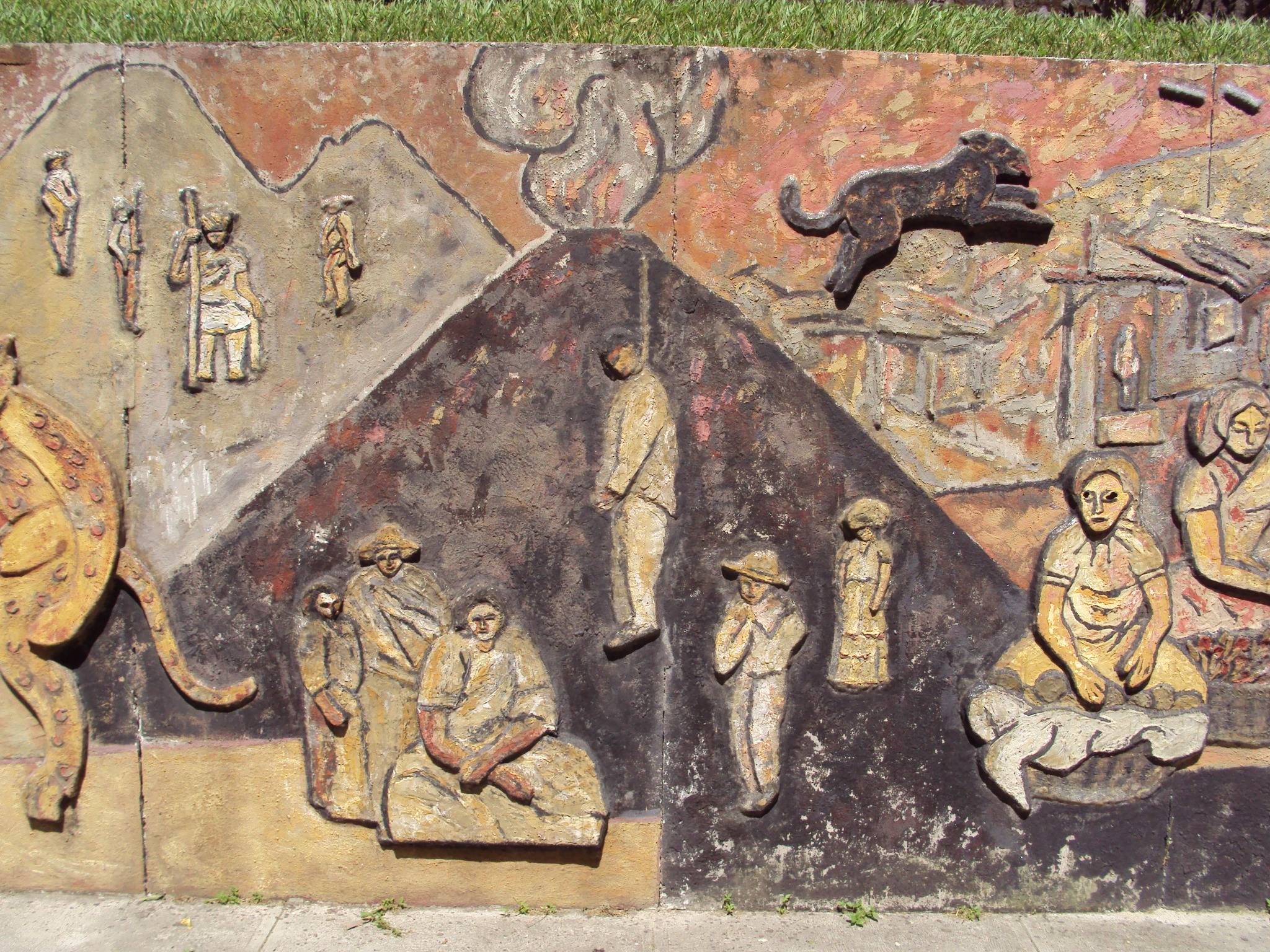
Representación de la muerte de Ama en el Monumento a la memoria y a la verdad

Ama era un campesino jornalero. Contrajo matrimonio con Josefa Shupan, miembro de una influyente familia dentro de la comunidad indígena de Izalco. En 1917, se convirtió en mayordomo de la Cofradía católica del Corpus Christi, grupo que además de cumplir con fines religiosos, servía como ente de representación de la población indígena en sus reclamos ante el gobierno. 
El 23 de enero de 1932, en medio de la crisis nacional producida por la caída de los precios del café, Ama dirigió el levantamiento popular en Izalco. Los alzados tomaron el control del pueblo y atacaron a los terratenientes y al alcalde municipal. Seis días después, el 28 de enero, las tropas del gobierno retomaron el control de la localidad. La represión gubernamental contra los sublevados resultó en la muerte de cientos de pobladores de Izalco. Feliciano Ama fue detenido y ahorcado, aunque algunas versiones señalan que habría sido linchado hasta morir, siendo después colgado. Según los izalqueños, a Feliciano lo colgaron de un árbol en el parque central Saldaña, del barrio La Asunción en el municipio de Izalco, departamento de Sonsonate.
Los historiadores todavía debaten la influencia de los miembros del Partido Comunista Salvadoreño en la insurrección. Algunos estudios recientes, privilegian el papel de las cofradías indígenas, como la encabezada por Ama, en la organización del levantamiento y piensan que el papel de los comunistas fue marginal.